# Ceratoculicoides blantoni
Ceratoculicoides blantoni är en tvåvingeart som beskrevs av Wirth och Ranaworabhan 1971. Ceratoculicoides blantoni ingår i släktet Ceratoculicoides och familjen svidknott. Inga underarter finns listade i Catalogue of Life.